# Tellonym
A Tellonym (neologizmus: az angol tell, azaz mondani, és a német anonymous, azaz névtelen szóból) egy angol nyelvű német üzenetküldő alkalmazás, melyen a felhasználók egymásnak küldhetnek üzeneteket és visszajelzéseket, akár teljesen névtelenül is. Jelenleg több  mint 40 millió aktív felhasználóval rendelkezik, ennek mintegy 32%-a (13 millió fő) német anyanyelvű. A többi  felhasználó nagyrészt az Egyesült Államokból, az Egyesült Királyságból, Brazíliából, és Ausztráliából származik. Az alkalmazást a Callosum Software fejlesztette, a vállalat székhelye a németországi Berlinben található.
A Tellonym alkalmazás 2016 áprilisában indult. 2017 májusáig 700 000 felhasználóval rendelkezett, 2018 áprilisára ez a szám kétmillióra nőtt. Az osztrák Jugend Internet Monitor 2018-as felmérése szerint a 11-17 évesek 12 százaléka használja ezt az alkalmazást.

## Működése
A Tellonymon küldhető üzeneteket tellnek nevezik. A felhasználó profilja egy felhasználónévből (mely nem feltétlenül egyezik a valódi névvel), egy rövid leírásból és egy emojiból áll. A profilt arra használják, hogy visszajelzéseket gyűjtsenek, önmagukkal vagy bármilyen témával kapcsolatban. A felhasználóknak lehetőségük van követni más felhasználókat, az Instagramhoz hasonlóan. A profilok nyilvánosak, azokhoz akárki hozzáférhet, ott üzenetet hagyhat.
Az üzenetek névtelen megfogalmazásának lehetősége megkönnyíti a felhasználók számára, hogy másokat sértegessenek vagy zaklassanak, ami internets bántalmazáshoz vezethet. Ezek a Tellonymon igen gyakran figyelhetők meg.

## Fordítás
- Ez a szócikk részben vagy egészben  a   Tellonym című angol Wikipédia-szócikk ezen változatának fordításán alapul.  Az eredeti cikk szerkesztőit annak laptörténete sorolja fel. Ez a jelzés csupán a megfogalmazás eredetét és a szerzői jogokat jelzi, nem szolgál a cikkben szereplő információk forrásmegjelöléseként.